# Chase (együttes)
A Chase zenekart 1971-ben alapította Bill Chase, Woody Herman zenekarának (Thundering Herd) korábbi vezető trombitása, aki sok mellékszereplés után saját zenét akart játszani. Ted Piercefield, Alan Ware és Jerry van Blair trombitások csatlakozásával alakult ki a Chase magja, ehhez Phil Porter billentyűs, Angel South gitáros, Dennis Johnson basszusgitáros-bőgős és Jay Burrid dobos adta a rockzenei alapot. Az együttes hangzásvilága ötvözi a big band és a fúziós jazz (jazz-rock) elemeit egy teljesen egyedi, karakteres zenében.
Az első album Chase címmel 1971-ben jelent meg az Epic Records kiadónál, és rögtön hatalmas sikert aratott. Jazz és jazz-rock fusion elemekből álló zene addig még sosem szerepelt olyan előkelő helyezésekkel a listákon, mint a Get it On című Chase-dal: 13 hétig volt a top-tízben. Grammy-díjra is jelölték az albumot a legjobb előadói kategóriában, de azt Carly Simon nyerte el végül. Ebből a lemezből 400 ezer példány fogyott el 1971-ben.
1972 márciusában már a második lemez, az Ennea is a boltokban volt. Néhány tagcsere történt, a dobokhoz Gary Smith ült és az énekes GG Shinn lett. Az Ennea albumon a trombita kicsit hátrébb szorult, Bill Chase szerint tudatosan, ennek következtében azonban jóval kevesebb fogyott belőle, mint az első lemezből.
Hosszabb szünet után, 1974-ben jelent meg a Pure Music című album. Zeneileg viszonylag nagy váltás volt benne: az elektronikus szekció rockosabb alapot, a fúvósok dzsesszesebb betéteket szolgáltattak. A tagság teljesen kicserélődött, három kísérő trombitás, a dobos, a billentyűs mellett Jim Peterik énekelt, aki két számot írt a lemezre, és második énekesként, háttérvokálként és basszusgitárosként Dartanyan Brown.
A Chase együttes végét 1974. augusztus 9-e jelentette, amikor egy minnesotai koncertre utazva az általuk bérelt kisgép lezuhant. A baleset során meghalt a 39 éves Bill Chase, valamint Wally John billentyűs, Walter Clark dobos (aki Tom Gordont váltotta nem sokkal korábban) és John Emma gitáros is.

## Diszkográfia
- Chase, 1971
- Ennea, 1972
- Pure Music, 1974

Kiadatlan negyedik lemezük felvétele félkészen maradt abba.